# Crosville-sur-Douve
Crosville-sur-Douve [kʁovil syʁ duv] est une commune française, située dans le département de la Manche en région Normandie, peuplée de 62 habitants.

## Géographie

### Localisation
Les communes limitrophes sont La Bonneville, Rauville-la-Place et Varenguebec.

### Hydrographie
La commune est située dans le bassin Seine-Normandie. Elle est drainée par la Douve, un bras de Brins, des bras de Joffré, le ruisseau de Brins et un autre petit cours d'eau,.
La Douve, d'une longueur de 79 km, prend sa source dans la commune de Tollevast et se jette dans la baie de Seine à Carentan-les-Marais, après avoir traversé 28 communes.

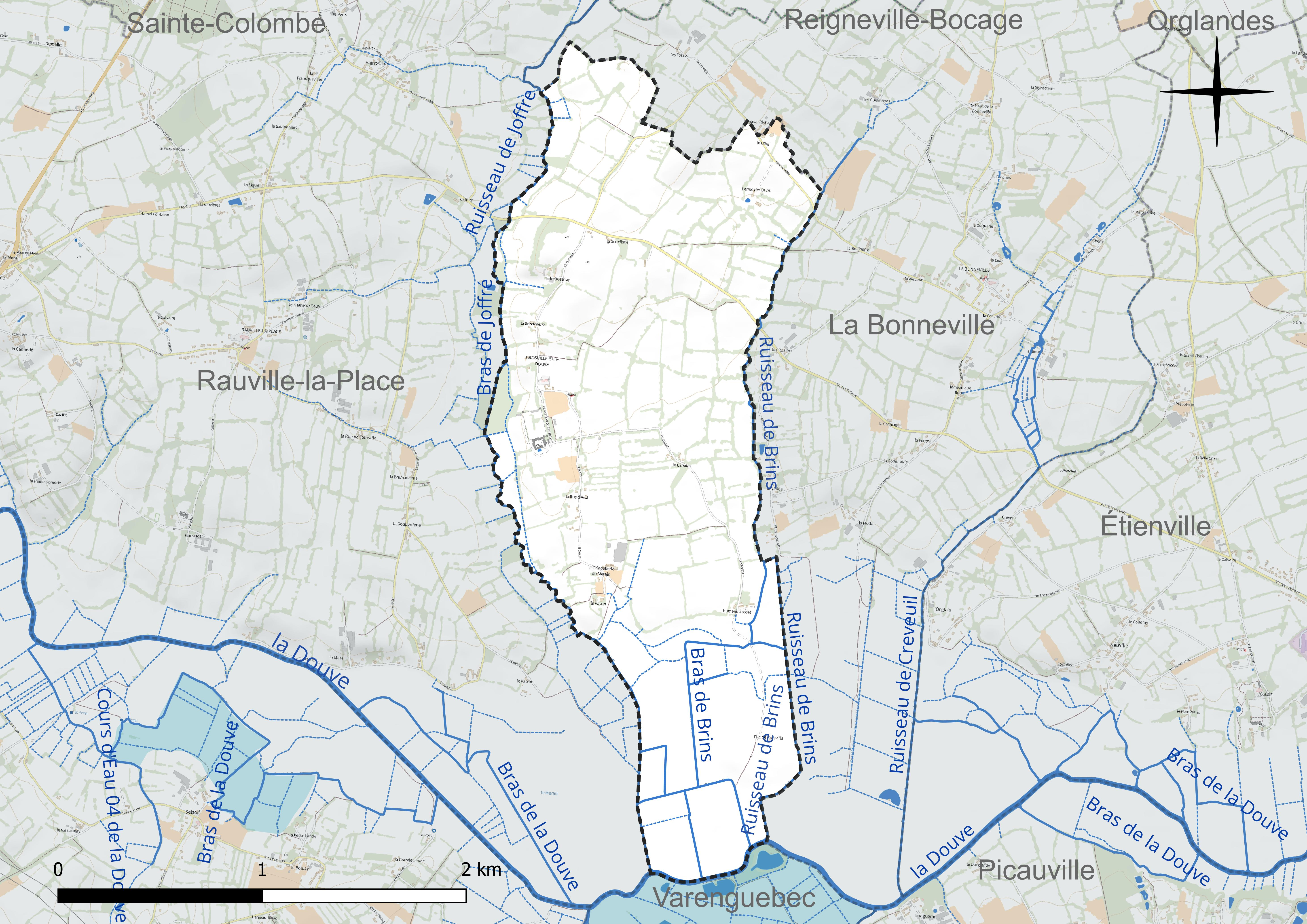
Réseau hydrographique de Crosville-sur-Douve.

### Climat
Pour des articles plus généraux, voir Climat de la Normandie et Climat de la Manche.
En 2010, le climat de la commune est de type climat océanique franc, selon une étude du CNRS s'appuyant sur une série de données couvrant la période 1971-2000. En 2020, Météo-France publie une typologie des climats de la France métropolitaine dans laquelle la commune est exposée à un climat océanique et est dans la région climatique  Normandie (Cotentin, Orne), caractérisée par une pluviométrie relativement élevée (850 mm/a) et un été frais (15,5 °C) et venté. Parallèlement le GIEC normand, un groupe régional d’experts sur le climat, différencie quant à lui, dans une étude de 2020, trois grands types de climats pour la région Normandie, nuancés à une échelle plus fine par les facteurs géographiques locaux. La commune est, selon ce zonage, exposée à un « climat maritime », correspondant au Cotentin et à l'ouest du département de la Manche, frais, humide et pluvieux, où les contrastes pluviométrique et thermique sont parfois très prononcés en quelques kilomètres quand le relief est marqué.
Pour la période 1971-2000, la température annuelle moyenne est de 11,1 °C, avec une amplitude thermique annuelle de 11,2 °C. Le cumul annuel moyen de précipitations est de 878 mm, avec 13,2 jours de précipitations en janvier et 7,3 jours en juillet. Pour la période 1991-2020, la température moyenne annuelle observée sur la station météorologique la plus proche, située sur la commune de Sainte-Marie-du-Mont à 19 km à vol d'oiseau, est de 11,6 °C et le cumul annuel moyen de précipitations est de 890,0 mm,. Pour l'avenir, les paramètres climatiques de la commune estimés pour 2050 selon différents scénarios d’émission de gaz à effet de serre sont consultables sur un site dédié publié par Météo-France en novembre 2022.

## Urbanisme

### Typologie
Au 1er janvier 2024, Crosville-sur-Douve est catégorisée commune rurale à habitat très dispersé, selon la nouvelle grille communale de densité à sept niveaux définie par l'Insee en 2022.
Elle est située hors unité urbaine et hors attraction des villes,.

### Occupation des sols
L'occupation des sols de la commune, telle qu'elle ressort de la base de données européenne d’occupation biophysique des sols Corine Land Cover (CLC), est marquée par l'importance des territoires agricoles (100 % en 2018), une proportion identique à celle de 1990 (100 %).
La répartition détaillée en 2018 est la suivante : prairies (66,9 %), terres arables (21 %), zones agricoles hétérogènes (12,1 %).

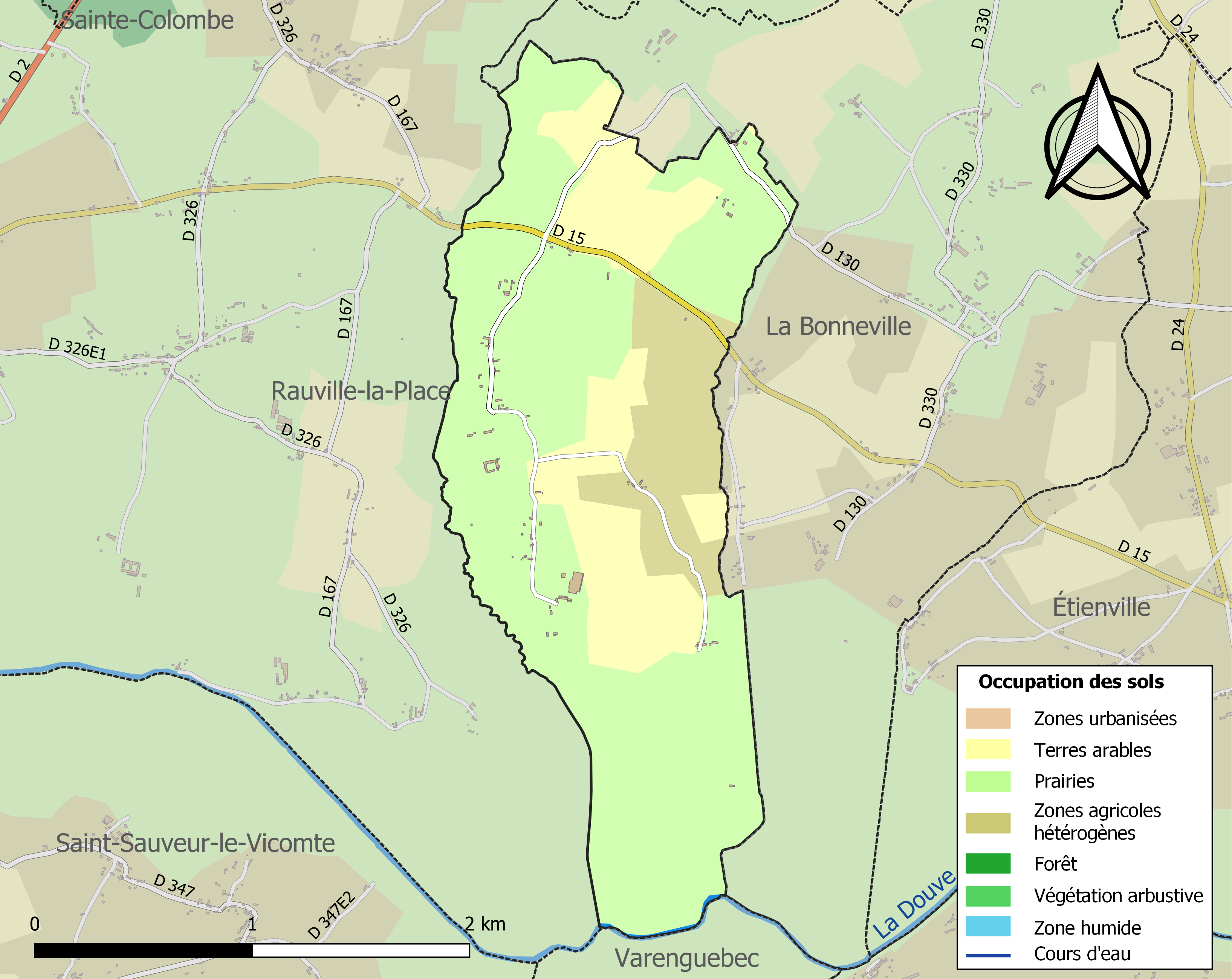
Carte des infrastructures et de l'occupation des sols de la commune en 2018 (CLC).

L'évolution de l’occupation des sols de la commune et de ses infrastructures peut être observée sur les différentes représentations cartographiques du territoire : la carte de Cassini (XVIIIe siècle), la carte d'état-major (1820-1866) et les cartes ou photos aériennes de l'IGN pour la période actuelle (1950 à aujourd'hui).

## Toponymie
Le nom de la localité est attesté sous la forme Crosvilla au XIIe siècle.
Voir toponymie de Crosville-sur-Scie.
Le locatif sur-Douve a été ajouté en 1939.

## Histoire

### Moyen Âge
Au XIIe siècle, la paroisse relevait de l'honneur de Néhou.

### Temps modernes
En 1567, les héritiers de Nicolas de Crosville, sieur du lieu, sont taxés pour ce fief de 20 livres dans le rôle du ban et d'arrière-ban de la vicomté de Coutances, effectué par Gilles Dancel, lieutenant général du bailli de Cotentin, les 20 et 22 octobre. Le fief de Crosville, qui valait un demi-fief de haubert, relevait de la seigneurie d'Amfreville. Dans ce même rôle, Jacques d'Ouessey, écuyer, sieur de Huneville, est taxé pour ce fief de 6 livres. Le fief d'Huneville à Orglandes, valant un huitième de fief de haubert, relevait de la baronnie d'Orglandes.

## Politique et administration
| Période                                  | Période   | Identité        | Étiquette | Qualité                 |
| ---------------------------------------- | --------- | --------------- | --------- | ----------------------- |
| avant 1988                               | juin 1995 | Claude Lemoine  |           |                         |
| 1992                                     | En cours  | Serge Latrouite | SE        | Salarié secteur médical |
| Les données manquantes sont à compléter. |           |                 |           |                         |

Le conseil municipal est composé de sept membres dont le maire et un adjoint.

## Population et société
Les habitants de la commune sont appelés les Crosvillais.

### Démographie
L'évolution du nombre d'habitants est connue à travers les recensements de la population effectués dans la commune depuis 1793. Pour les communes de moins de 10 000 habitants, une enquête de recensement portant sur toute la population est réalisée tous les cinq ans, les populations de référence des années intermédiaires étant quant à elles estimées par interpolation ou extrapolation. Pour la commune, le premier recensement exhaustif entrant dans le cadre du nouveau dispositif a été réalisé en 2006.
En 2022, la commune comptait 62 habitants, en évolution de −1,59 % par rapport à 2016 (Manche : −0,31 %, France hors Mayotte : +2,11 %).
Crosville a compté jusqu'à 260 habitants en 1841.
| 1793 | 1800 | 1806 | 1821 | 1831 | 1836 | 1841 | 1846 | 1851 |
| ---- | ---- | ---- | ---- | ---- | ---- | ---- | ---- | ---- |
| 208  | 217  | 219  | 251  | 195  | 202  | 260  | 205  | 201  |

| 1856 | 1861 | 1866 | 1872 | 1876 | 1881 | 1886 | 1891 | 1896 |
| ---- | ---- | ---- | ---- | ---- | ---- | ---- | ---- | ---- |
| 211  | 220  | 205  | 193  | 194  | 174  | 177  | 177  | 157  |

| 1901 | 1906 | 1911 | 1921 | 1926 | 1931 | 1936 | 1946 | 1954 |
| ---- | ---- | ---- | ---- | ---- | ---- | ---- | ---- | ---- |
| 136  | 138  | 124  | 119  | 135  | 148  | 136  | 95   | 95   |

| 1962 | 1968 | 1975 | 1982 | 1990 | 1999 | 2006 | 2011 | 2016 |
| ---- | ---- | ---- | ---- | ---- | ---- | ---- | ---- | ---- |
| 89   | 95   | 77   | 67   | 48   | 58   | 64   | 61   | 63   |

| 2021 | 2022 | - | - | - | - | - | - | - |
| ---- | ---- | - | - | - | - | - | - | - |
| 63   | 62   | - | - | - | - | - | - | - |

### Manifestations culturelles et festivités
- Journée des plantes franco-britannique au printemps dans la cour du château.
- Repas normands en été.
- Salon des antiquaires en août au château.

## Culture locale et patrimoine

### Lieux et monuments

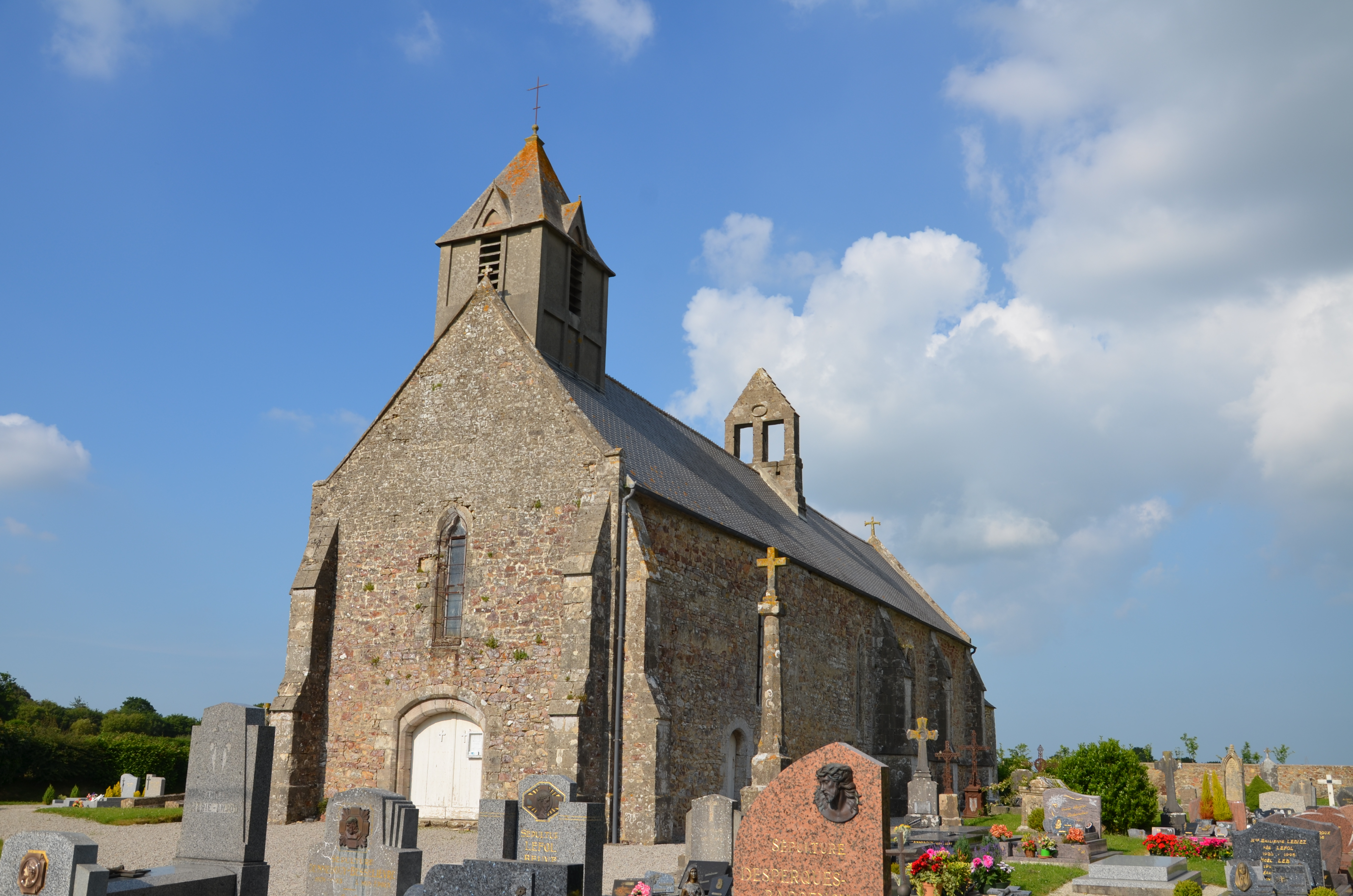
L'église Saint-Gervais-et-Saint-Protais.

- Le château de Crosville des XVe, XVIIe – XXe siècles, classé aux monument historique depuis le 6 décembre 2000[29], est racheté et restauré depuis 1980 par la famille Lefol, des agriculteurs qui habitaient alors la bâtisse. Il est ouvert au public. Sur des terres appartenant à sa famille depuis le XIe siècle, Jean II Boudet de Crosville élève un donjon en 1403. Il faudra attendre le XVIIe siècle pour que la bâtisse s'agrandisse et s'embellisse. C'est Jean V († 1630) de Crosville qui en est l'initiateur : symétrie des bâtiments, frontons triangulaires au-dessus des façades, escalier de réception, cheminées monumentales, plafonds peints à la française. Son fils, Jean VI († 1672), terminera les travaux entrepris.
- Le manoir du Quesnay du XVIe siècle. Sur le manteau d'une cheminée, est sculptée, sur une grande dalle calcaire, des armoiries martelées qui figure un écu écartelé, timbré d'un heaume morné posé de profil, soutenu par deux lions affrontés. On y distingue au premier quartier les armes de Robert Douessé, d'azur à six losanges d'argent, au second, celles de son épouse (1539) Louise de Crosville, d'argent à la croix de neuf carreaux de gueules, au troisième, peut être un membre de la famille de Trousseauville, de sable à la croix ancrée d'or, et au quatrième quartier, celles de Jacqueline Julien, d'azur à une épée d'argent posée en pal supportée par eux lions d'argent affrontés, lampassés et armés de gueules, épouse en 1571 de Jacques Douessé[30].
- Le manoir de Brins des XVe – XVIe siècles.
- L'ancien presbytère-manoir du XVIIe siècle, et cadran solaire.
- Croix de cimetière du XVIIe siècle.
- L'église Saint-Gervais-et-Saint-Protais des XVIIe – XVIIIe siècles, avec son petit clocher du XXe et son ancien clocher-mur au milieu de la nef et les traces d'un cadran solaire sur le mur sud de la nef.

Elle abrite un lambris avec sept médaillons d'hommes et de femmes du XVIe siècle et un tabernacle du maître-autel du XVIIe siècle classés au titre objet aux monuments historiques,, un maître-autel, des fonts baptismaux, les statues de saint Protais et saint Gervais du XVIIe, une Vierge à l'Enfant du XVIe.

### Personnalités liées à la commune
- Raoul Boudet († 1087), seigneur de Crosville, cité parmi les compagnons de Guillaume le Conquérant en 1066. Son fils, également prénommé Raoul était à la prise de Jérusalem avec Robert Courteheuse (1096-1099)[33].

### Héraldique
| Armes de Crosville-sur-Douve | Crosville-sur-Douve n'a pas de blason officiel. Lui sont parfois attribuées ces armes : - Écartelé : au premier d'azur aux six losanges d'argent ordonnées 3 et 3 (famille d'Ouessay), au deuxième d'argent à la croix engrélée de gueules (famille Boudet de Crosville), au troisième de sable à la croix ancrée d'or (famille de Trousseauville), au quatrième d'azur à l'épée d'argent supportée par deux lions affrontés du même (famille Julien). |